# Euclides Cabral
Euclides da Silva Cabral (Lisbona, 5 gennaio 1999) è un calciatore portoghese, difensore del Neuchâtel Xamax.

## Biografia
Nato in Portogallo da genitori di origini capoverdiane, è cugino del calciatore Gelson Martins.

## Caratteristiche tecniche
È una terzino destro.

## Carriera
Cresciuto nelle giovanili del Sion, fra il 2017 e il 2019 gioca per un breve periodo in Portogallo fra le file dello Sporting Lisbona. Nel febbraio 2019 viene ingaggiato dal Grasshoppers con cui debutta fra i professionisti in occasione del match di Super League perso 4-0 contro il Basilea.
Dopo la retrocessione in Challenge League rimane fra le file del club biancoblù per un'altra stagione e mezza, per poi trasferirsi il 20 gennaio 2021 al San Gallo.

## Statistiche
Statistiche aggiornate al 16 maggio 2021.

### Presenze e reti nei club
| Stagione        | Squadra         | Campionato      | Campionato | Campionato | Coppe nazionali | Coppe nazionali | Coppe nazionali | Coppe continentali | Coppe continentali | Coppe continentali | Altre coppe | Altre coppe | Altre coppe | Totale | Totale | Totale |
| Stagione        | Squadra         | Comp            | Pres       | Reti       | Comp            | Pres            | Reti            | Comp               | Pres               | Reti               | Comp        | Pres        | Reti        | Pres   | Reti   |        |
| --------------- | --------------- | --------------- | ---------- | ---------- | --------------- | --------------- | --------------- | ------------------ | ------------------ | ------------------ | ----------- | ----------- | ----------- | ------ | ------ | ------ |
| 2018-2019       | Grasshoppers    | ASL             | 6          | 0          | CS              | 0               | 0               |                    | -                  | -                  |             | -           | -           | 6      | 0      |        |
| 2019-2020       | Grasshoppers    | ChL             | 19         | 3          | CS              | 1               | 0               |                    | -                  | -                  |             | -           | -           | 20     | 3      |        |
| 2020-gen. 2021  | Grasshoppers    | ChL             | 0          | 0          | CS              | 0               | 0               |                    | -                  | -                  |             | -           | -           | 0      | 0      |        |
| gen.-giu. 2021  | San Gallo       | ASL             | 19         | 0          | CS              | 3               | 0               |                    | -                  | -                  |             | -           | -           | 22     | 0      |        |
| Totale carriera | Totale carriera | Totale carriera | 44         | 3          |                 | 4               | 0               |                    | -                  | -                  |             | -           | -           | 48     | 3      |        |